# Nowa Wieś (Otwock)
Pour les articles homonymes, voir Nowa Wieś.
Nowa Wieś (prononciation : [ˈnɔva ˈvjɛɕ]) est un village polonais de la gmina de Kołbiel dans le powiat d'Otwock de la voïvodie de Mazovie dans le centre-est de la Pologne.
Il se situe à environ 2 kilomètres à l'ouest de Kołbiel (siège de la gmina), 14 kilomètres à l'est d'Otwock (siège du powiat) et à 36 kilomètres au sud-est de Varsovie (capitale de la Pologne).
Le village compte approximativement une population de 54 habitants en 2010.

## Histoire
De 1975 à 1998, le village appartenait administrativement à la voïvodie de Siedlce.